# Lionardo Vigo Calanna

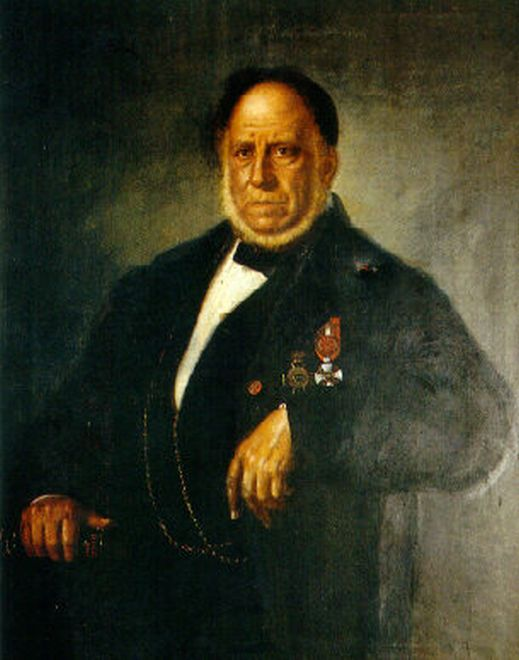
Markies Vigo Calanna van Gallodoro

Lionardo Vigo Calanna (Acireale, 25 september 1799 – Acireale, 14 april 1879) was een Siciliaans schrijver en dichter, alsook markies van Gallodoro in het koninkrijk der Beide Siciliën. 
Hij had veel interesse voor de geschiedenis van Sicilië, vooral voor literaire bronnen. Zijn bekendste werk was La Raccolta di canti popolari siciliani, maar het was ook zijn meest bekritiseerd werk. Niet iedereen vond zijn beschrijvingen van Siciliaanse volksliederen accuraat. Zijn bekendste gedicht was Il Ruggiero, een ode aan de onafhankelijkheid van Sicilië. 
Van 1848 tot 1849 was hij lokaal parlementslid in Sicilië. 
Vigo voerde correspondentie met schrijvers in Duitsland en Frankrijk.
- Bibliothèque nationale de France: cb103376490 (data)
- Gemeinsame Normdatei: 117417661
- International Standard Name Identifier: 0000 0000 6631 4513
- Library of Congress Control Number: n83032328
- Nationale Bibliotheek van Israël: 987007327267205171
- Nederlandse Thesaurus van Auteursnamen: 135785065
- Istituto Centrale per il Catalogo Unico: CFIV115749
- Virtual International Authority File: 57391576
- WorldCat: E39PBJpdVCk9qBTcRJXWKJpgKd